# جورجي إيني
جورجي إيني (بالرومانية: Gheorghe Ene II)‏ هو لاعب كرة قدم روماني في مركز الهجوم، ولد في 27 يناير 1937 في بوخارست في رومانيا، وتوفي بنفس المكان في 6 أبريل 2009. شارك مع منتخب رومانيا لكرة القدم. أما مع النوادي، فقد لعب مع دينامو بوخارست ورابيد بوخارست.

## وصلات خارجية
- جورجي إيني على موقع قاعدة بيانات كرة القدم.إي يو (الإنجليزية)
- جورجي إيني على موقع عالم كرة القدم.نت (الإنجليزية)